# Сейсмічність Туркменістану
Територія Туркменістану — характеризується досить активною і потужною сейсмічністю.

## Загальна характеристика
На території Туркменістану найбільш сейсмічною є альпійська геосинклінальна область і зона її зчленування з молодою епігерцинською платформою, яка представляє собою велику стійку ділянку земної кори, що має фундамент герцинської складчастості та потужний осадовий чохол мезозойсько-кайнозойського віку. У межах платформи сейсмічна активність слабшає. 
За ступенем сейсмічної активності територію Туркменістану поділяють на 5 зон: 
- 9-бальна, до якої належать дві ізольовані дільниці — Красноводська і Ашгабатська;
- 8-бальна — знаходиться між дільницями дев'ятибальної зони і обрамляє її;
- 7-бальна та інші зони (6-бальна та зона з низькою сейсмічною активністю, яка охоплює Східний і Північно-Східний Туркменістан), розташовані паралельно 8-бальній зоні, змінюючи одна одну з півдня на північ.

## Землетруси у минулі століття
6 жовтня 1948 року Туркменістан сколихнув 9-бальний землетрус, який став одним із найбільш руйнівних та трагічних лих XX ст.. Епіцентр землетрусу знаходився неподалік від столиці Туркменістану міста Ашгабат, гіпоцентр землетрусу залягав на глибині близько 18 км. Майже все місто, побудоване без урахування сейсмологічних особливостей та на матеріалах низької якості, було зруйноване. За різними оцінками, того дня загинуло 40–100 тис. людей.

## Землетруси ХХІ століття

### 2017
05 лютого, о 15:46:26 (за київським часом), Головним центром спеціального контролю ДКАУ з території Туркменістану зареєстровано помірний (за шкалою інтенсивності МSK-64) землетрус магнітудою 5,2 балів (за шкалою Ріхтера). Епіцентр землетрусу знаходився в західній частині Туркменістану.
13 травня, о 21:01:00 (за київським часом), в прикордонному районі поміж Туркменістаном та Іраном стався помірний (за шкалою інтенсивності МSK-64) землетрус магнітудою 5,5 балів (за шкалою Ріхтера).

### 2020
6 січня у Туркменістані стався сильно відчутний (за шкалою інтенсивності МSK-64) землетрус магнітудою 4,9 балів (за шкалою Ріхтера). За даними Європейського середземноморського сейсмологічного центру (EMSC), епіцентр землетрусу знаходився за 38 км від міста Туркменбаші. Гіпоцентр землетрусу залягав на глибині 49 км.